# Sylvia Plath

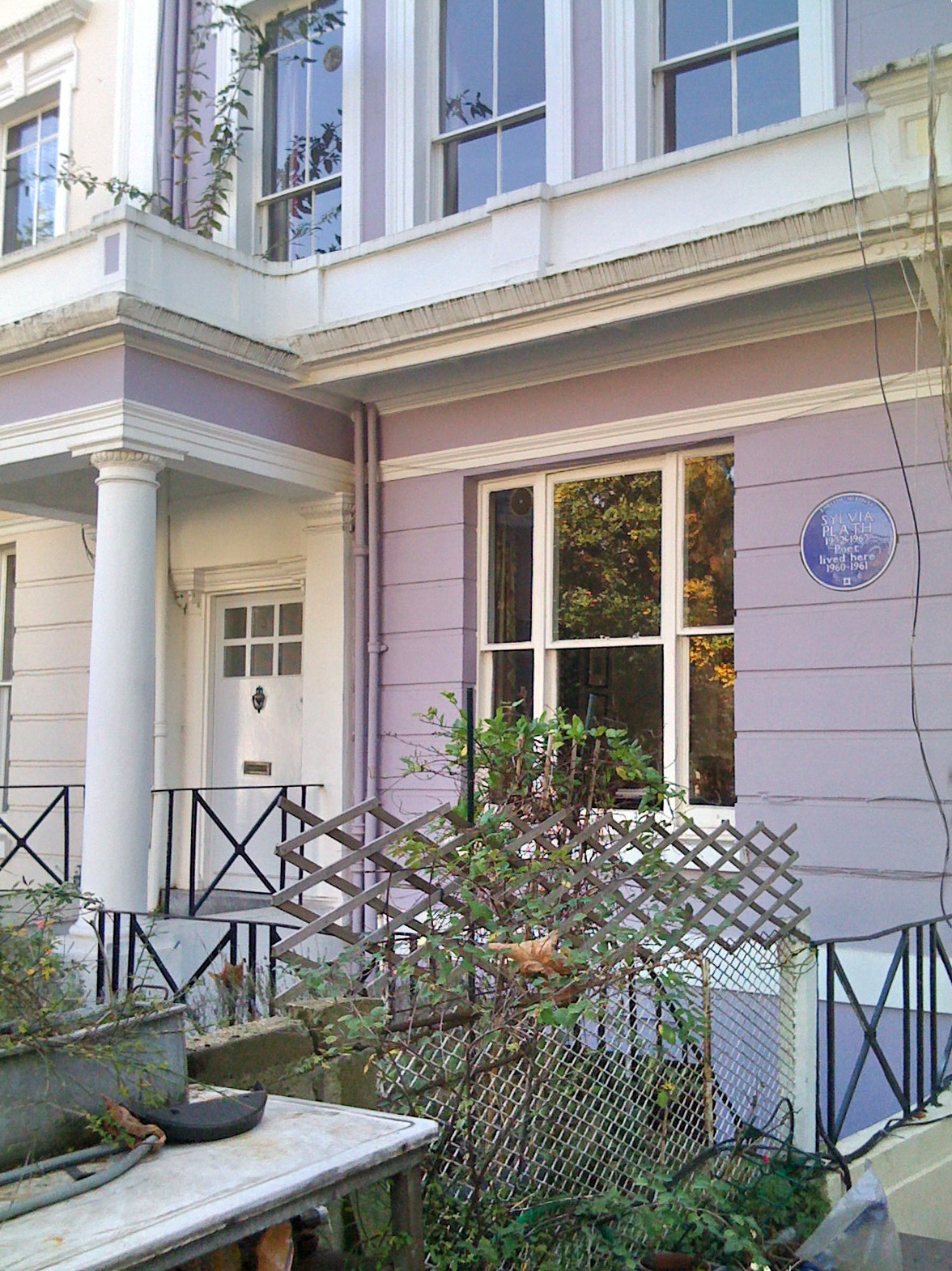
Mieszkanie Sylvii Plath w Londynie (3 Chalcot Square, Primrose Hill)

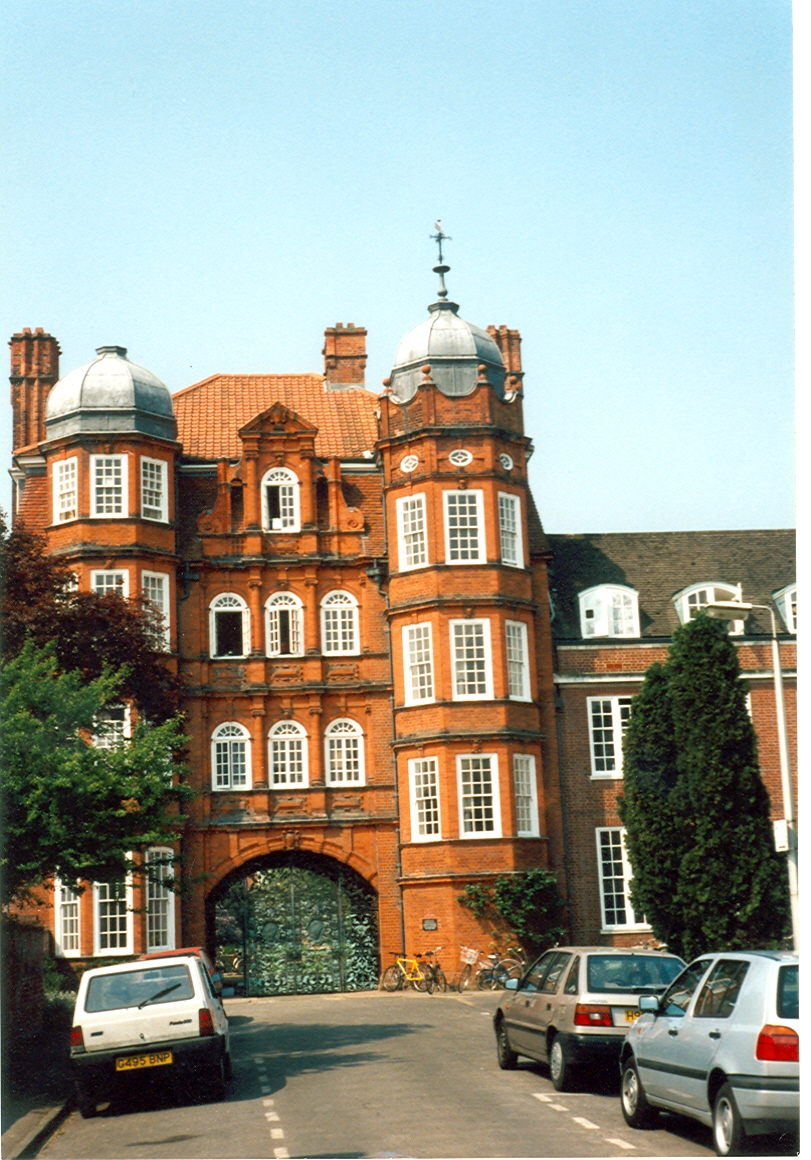
Newnham College (Cambridge University), gdzie Plath studiowała od 1955 do 1957r.

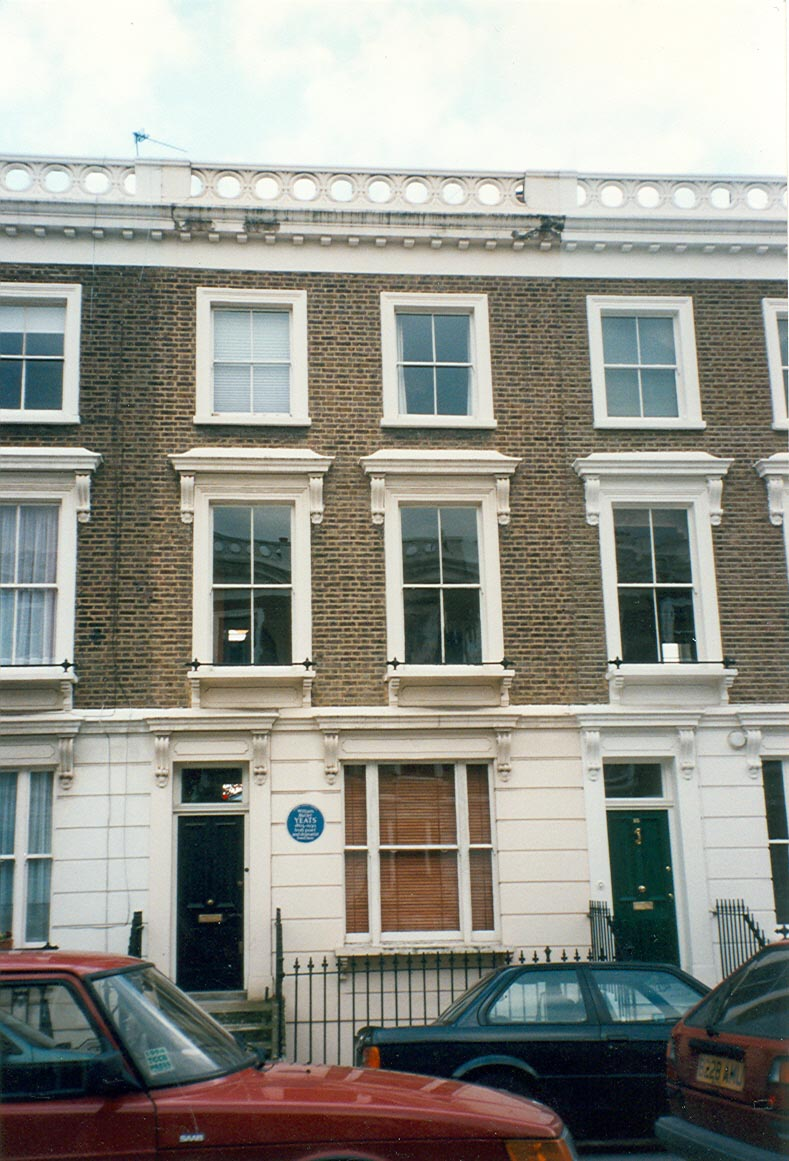
Mieszkanie przy ulicy 23 Fitzroy Road w Londynie, gdzie Plath popełniła samobójstwo

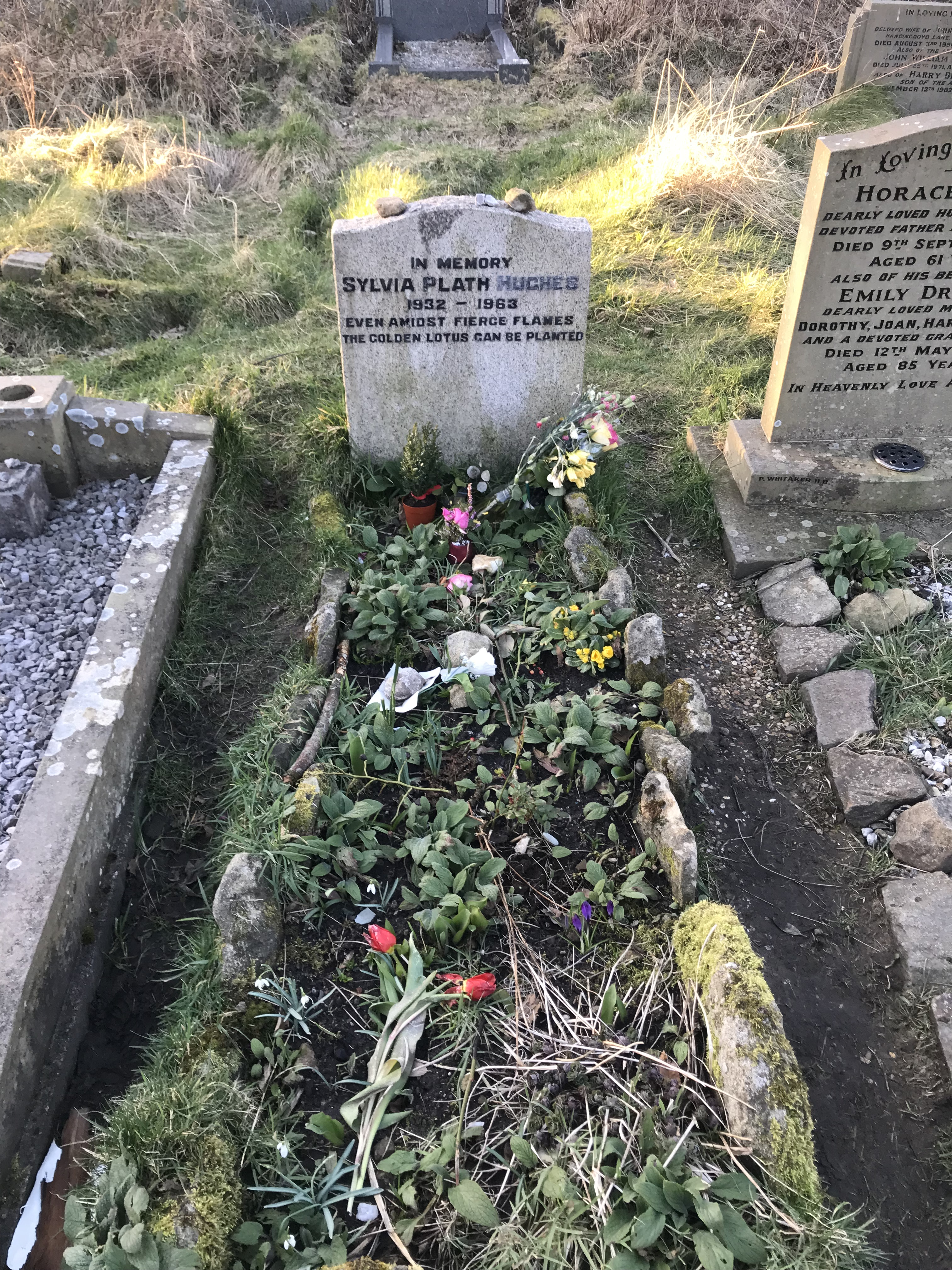
Grób Sylvii Plath na cmentarzu w Heptonstall (West Yorkshire) (2022)

Sylvia Plath (ur. 27 października 1932 w Bostonie, zm. 11 lutego 1963 w Londynie) – amerykańska poetka, pisarka i autorka krótkich opowiadań. Współcześnie znana m.in. dzięki na poły autobiograficznej powieści Szklany klosz. Jej poezja należy do nurtu poezji konfesyjnej. Sylvia Plath jest przy tym jedną z czołowych postaci kierunku w literaturze lat 50. i 60. XX wieku, określanego mianem Konfesjonalistów (ang. Confessionalist), do którzych także zalicza się jej przyjaciółkę Anne Sexton jak i Roberta Lowella oraz W.D. Snodgrassa.

## Życiorys
Sylvia Plath urodziła się w dzisiejszej bostońskiej dzielnicy Jamaica Plain jako córka pochodzącego z Grabowa koło Poznania w Cesarstwie Niemieckim Otto Platha i Aurelii z d. Schober, Austriaczki z pochodzenia. Już od lat dziecinnych wykazywała niezwykły talent poetycki, publikując swój pierwszy wiersz w wieku 8 lat w dziale dziecięcym gazety Boston Herald. W tym okresie zmarł jej ojciec, profesor college’u, a zarazem pszczelarz. Wychowana jako unitarianka, Plath doświadczyła utraty wiary po śmierci ojca i przez całe życie pozostawała ambiwalentna w stosunku do religii.
W wieku 11 lat Sylvia Plath dostała swój pierwszy dziennik od matki. Od tej pory regularnie pisała dzienniki do końca życia.
W sierpniu 1950 Sylvia Plath opublikowała w magazynie dla dziewcząt Seventeen swój pierwszy utwór fabularny, a w gazecie The Christian Science Monitor ukazał się jej pierwszy dojrzały wiersz.
Po ukończeniu drugiego roku w ekskluzywnym college’u dla kobiet Smith College w Northampton (Massachusetts), Plath odbyła staż w redakcji czasopisma Mademoiselle. Po ukończeniu stażu, otrzymała odmowę przyjęcia na seminarium pisania w Harvardzie. W tym czasie chorowała na zaburzenia depresyjne. Po powrocie do domu miała pierwszą próbę samobójczą wczołgując się pod werandę i zażywając tabletki nasenne. Ten okres swego życia opisała w autobiograficznej powieści Szklany klosz (1963, The Bell Jar, wyd. polskie 1975). Po tej próbie samobójczej Plath podjęła leczenie w prywatnym szpitalu psychiatrycznym McLean Hospital w Belmont koło Bostonu pod okiem dr Ruth Barnhouse Beuscher.
W 1955 Sylvia Plath wyjechała jako stypendystka Fulbrighta na studia do Anglii w Newnham College, część Cambridge University. 25 lutego 1956 tam poznała na przyjęciu poetę Teda Hughesa, którego poślubiła niespełna cztery miesiące później, 16 czerwca 1956. Głęboko zainteresowali się zjawiskami nadprzyrodzonymi i używali tabliczek ouija. W 14 listach Plath do dr Ruth Beuscher (terapeutki), poetka opisywała doznania „maltretowania fizycznego i tortur psychicznych z rąk męża”.
Wraz z mężem wiele podróżowała m.in. do Francji oraz Hiszpanii. W wakacje 1959 Sylvia Plath i Ted Hughes podróżowali przez Amerykę Północną. Para mieszkała w Cambdridge oraz w Londynie, a latem 1957 przeprowadzilła się do USA, gdzie najpierw mieszkała w Northampton (Massachusetts), a potem od 1958 w Bostonie, przy 9 Willow Street. Podczas czasu w Northampton Sylvia Plath wykładała literaturę angielską na Smith College. W grudniu Sylvia Plath i Ted Hughes zdecydowali wrócić do Anglii, gdzie zamieszkali w Londynie, przy 3 Chalcot Square.
W lutym 1960 Plath podpisała umowę na wydanie swojego pierwszego tomiku poezji Kolos (The Colossus) w wydawnictwie Heinemanna.
1 kwietnia 1960 Sylvia Plath urodziła pierwsze z dwójki dzieci, Friedę Hughes, a w lipcu małżonkowie kupili spory dom Court Green w North Tawton w hrabstwie Devon, którego hipotekę spłacili w grudniu 1961. Ich syn Nicholas Hughes urodził się 17 stycznia 1962.
Maj 1962 był początkiem końca małżeństwa Sylvii Plath i Teda Hughesa, który rozpoczął romans z zaprzyjaźnioną Assią Wevill z którą przebywał w związku po śmierci Plath. Kilka lat później (23 marca 1969) Wevill popełniła samobójstwo w identyczny sposób, jak Sylvia Plath, także zagazowując swoją i Hughesa czteroletnią córkę Shurę.
W czerwcu 1962 roku Plath zjechała samochodem z pobocza drogi do rzeki, co później określiła jako próbę samobójczą.
Pod koniec 1962 doszło między małżonkami do separacji; w grudniu Plath przeniosła się z dwojgiem dzieci (Friedą i Nicholasem) ze wspólnego domu w hrabstwie Devon do Londynu. Zamieszkała w domu po W.B. Yeatsie, za rogiem od Chalcot Square. Bardzo ciężka dla niej okazała się zima 1962/63. W okresie jesienno-zimowym Plath napisała swoje najbardziej uznane wiersze m.in. „Tatusia”, „Ukłucia”, „Kobietę Łazarz”, „Ariel”, „Kurierów”, „Mistyczkę” i ostatni wiersz „Krawędź”. 14 stycznia 1963 ukazała się powieść Szklany Klosz. Poetka brała wówczas leki przeciwdepresyjne. Schorowana Sylvia Plath popełniła samobójstwo przez zatrucie gazem. Włożyła głowę do kuchenki gazowej. Dzieci zamknęła w dobrze wentylowanym pokoju, zostawiając im śniadanie. Miała 30 lat. Została pochowana na cmentarzu w Heptonstall, w hrabstwie West Yorkshire w Anglii.
Ariel oraz inne tomy jej poezji zostały wydane pośmiertnie. Poezje zebrane (The Collected Poems) z 1981 roku zostały nagrodzone w 1982 roku Nagrodą Pulitzera. W 2000 ukazał się zbiór istniejących dzienników Sylvii Plath obejmujący dwanaście ostatnich lat jej życia. Ted Hughes twierdził, że dzienniki pisane od 1959 do 1962 roku zaginęły, a ostatni obejmujący czas od grudnia 1962 do lutego 1963 został spalony przez niego, bo nie chciał, żeby ich dzieci je kiedykolwiek przeczytały. W 2017 i 2018 ukazały się dwa tomy listów pisanych przez poetkę od 1940-1962, a w 2024 The Collected Prose of Sylvia Plath z wcześniej niepublikowanymi opowiadaniami oraz innymi utworami prozy.

## Twórczość

### Poezja
- The Colossus (1960)
- Ariel (1965)
- Crossing the Water (1971)
- Winter Trees (1972)
- The Collected Poems (1981), Nagroda Pulitzera w 1982 r.
- Ariel: The Restored Edition: A Facsimile of Plath's Manuscript, Reinstating Her Original Selection and Arrangement (2005)

Przekładów wierszy Sylvii Plath na język polski dokonali: Teresa Truszkowska, Ewa Fiszer, Julia Hartwig, Jan Rostworowski, Zbigniew Herbert.

### Proza
- Szklany klosz (1963), pod ps. Victoria Lucas, ISBN 83-86530-69-3
- Listy do domu (1975)
- Johnny Panic and the Bible of Dreams (1977), Upiorny Jaś i Biblia Snów & Pośród trzmieli, Zysk i S-ka
- The Journals of Sylvia Plath (1982)
- The Magic Mirror (1989)
- The Unabridged Journals of Sylvia Plath (2000), red. Karen V. Kukil, Dzienniki 1950-1962, Prószyński i S-ka ISBN 83-7337-739-5
- Letters of Sylvia Plath Volume I: 1940-1956 (2017), red. Karen V. Kukil i Peter K. Steinberg
- Letters of Sylvia Plath Volume II: 1956 – 1963 (2018), red. Karen V. Kukil i Peter K. Steinberg
- Mary Ventura and The Ninth Kingdom (2019)
- Johnny Panika i Biblia Snów oraz inne opowiadania (2024), Marginesy ISBN 978-83-68121-20-9
- The Collected Prose of Sylvia Plath (2024), red. Peter K. Steinberg

#### Twórczość dla dzieci
- The Bed Book (1976)
- The It-Doesn't-Matter Suit, Garnitur na każdą okazję (1996), Wydawnictwo: Dwie Siostry ISBN 978-83-6085-007-7
- Collected Children’s Stories (Anglia, 2001)
- Mrs. Cherry’s Kitchen (2001)

## Biografie
Wybór biografii: 
- Edward Butscher: Sylvia Plath: Method and Madness (1976)
- Linda Wagner-Martin: Sylvia Plath: A Biography (1987)
- Anne Stevenson: Bitter Fame. A Life of Sylvia Plath (1989)
- Paul Alexander: Rough Magic: A Biography of Sylvia Plath (1991)
- Ronald Hayman: Death and Life of Sylvia Plath (1991)
- Janet Malcolm: Milcząca kobieta (1992), Zysk i S-Ka, ISBN 978-83-7150-215-6
- Erica Wagner: Sylvia Plath i Ted Hughes (2000), Wydawnictwo Literackie ISBN 83-08-03505-1
- Diane Middlebrook: Jej mąż. Ted Hughes i Sylvia Plath (2003), Wydawnictwo Literackie ISBN 83-08-03690-2
- Yehuda Koren, Eilat Negev: Femme fatale. Życie i tragiczna śmierć Assi Wevill, rywalki Sylvii Plath (2008), Wydawnictwo Videograf II ISBN 978-83-7183-585-8
- Carl Rollyson: American Isis: The Life and Art of Sylvia Plath (2013)
- Andrew Wilson: Mad Girl's Love Song: Sylvia Plath and Life Before Ted (2013)
- Elizabeth Winder: Sylvia Plath w Nowym Jorku. Lato 1953 (2013), Marginesy ISBN 978-83-6470-037-8
- Carl Rollyson: Ostatnie dni Sylvii Plath. Biografia (2020), Prószyński i S-ka ISBN 978-83-8234-058-7
- Heather Clark: Red Comet: The Short Life and Blazing Art of Sylvia Plath (2020), nominowana do Nagrody Pulitzera
- Gail Crowther: Three-Martini Afternoons at the Ritz: The Rebellion of Sylvia Plath & Anne Sexton (2021)

Powieści biograficzne o ostatnich miesiącach życia Sylvii Plath:
- Kate Moses[8]: Przezimowanie (2003),  Świat Książki ISBN 978-83-7391-656-2
- Elin Cullhed: Euforia. Powieść o Sylvii Plath (2021), Książnica ISBN 978-83-271-6228-1

## Film
W 2003 powstał film fabularny Sylvia z Gwyneth Paltrow i Danielem Craigiem w rolach głównych, który opowiada o życiu Sylvii Plath od chwili jej spotkania z Tedem Hughesem do samobójczej śmierci, przy czym koncentruje się na jej problemach małżeńskich.